# 3八飛戦法
3八飛戦法（さんはちひせんぽう）は、将棋の戦法の1つ。飛車を左に1つ寄って活用する。先手ならば3八、後手の場合は7二飛になる。
この形の代表的な戦法には、袖飛車が特に知られている。
ネコ式縦歩取りなども同様であるが、飛車が左に一間寄る戦術は、相手陣の角行の活用を促す角道の入口、先手で7六、後手で3四を睨んで角の動きや陣形を牽制する事になり、また角が▲7七（△3三）に構える展開には角の頭が弱点になる事から、数多く指されている。
先手が初手▲3六歩と早くに飛車のコビンの歩を突く指し方も、飛車は3八飛として活用する。

## 戦法例
（矢倉3八飛戦法）
1950年代には多く指されている。陣形は右桂を跳ねずに右銀を▲4七銀（△6三銀）の形にして▲3八飛（△7二飛）としており、また▲6筋（△4筋）を突いているので、腰掛け銀や銀矢倉にしているケースがみられる。このころは ▲6筋（△4筋）を突くのを新型として頻繁に指されており、この新型と飛車を一間寄る戦術とを組み合わせて指されていた。実戦例は1952年05月06日 名人戦の大山康晴 vs. 升田幸三 戦、1953年05月04日の原田泰夫 vs. 升田幸三 戦、1953年12月02日 王将戦の升田幸三 vs. 大山康晴 戦、1954年01月23日と2月3日、2月12日と王将戦の升田幸三 vs. 大山康晴 戦、1956年07月10日順位戦の升田幸三 vs. 坂口允彦 戦 など。
その後1960年代から1970年代にかけては矢倉3七桂の▲4七銀-3七桂型で▲2六歩止めにして▲2五桂の活用を念頭にしつつ、▲3八飛と寄る指し方が出現。これは相手に△6四角・7三角型に組まれても、飛車が一間寄って角道から飛車を逸らす意味と、▲4五歩からの攻めの際に桂馬にヒモを付ける意味があり、また戦いが3、4筋で展開されていくため、戦場に近づける事に繋がっている。この陣形では先に△2四銀としておき、桂馬が2五に跳ねた際に△2五銀▲同歩△2六桂の反撃をみる手段があるが、先手にも▲4五歩△同歩▲同桂としておいて、△4四歩には▲2五歩△同銀▲2八飛から動けなくなった後手の2五の銀を取りに行くという手筋がある。
また、雀刺しの▲1六歩-△1四歩型では、▲1七香-1八飛に△2四銀と受け、以下▲2五歩△1三銀として銀を端に追い出してから▲3八飛として指す戦術が用いられていく。

| 9  | 8  | 7  | 6  | 5  | 4  | 3  | 2  | 1  |    |
| 香 | 桂 |    |    | 角 |    |    | 桂 | 香 | 一 |
|    | 飛 |    |    |    |    | 金 | 王 |    | 二 |
|    |    |    |    | 銀 | 金 |    | 歩 | 銀 | 三 |
| 歩 |    | 歩 | 歩 | 歩 | 歩 | 歩 |    | 歩 | 四 |
|    | 歩 |    |    |    |    |    | 歩 |    | 五 |
| 歩 |    | 歩 | 歩 | 歩 | 歩 | 歩 |    | 歩 | 六 |
|    | 歩 | 銀 | 金 | 角 | 銀 | 桂 |    | 香 | 七 |
|    | 玉 | 金 |    |    |    | 飛 |    |    | 八 |
| 香 | 桂 |    |    |    |    |    |    |    | 九 |

よく知られる攻め方は、図で△3三桂に先手は▲5五歩から△同歩▲4五歩△同歩▲3五歩△同歩▲同角△4四銀に▲2六角と、三手角で角を2六に配置する。ただし以下△6二角▲5三歩△同角▲1五歩△同歩▲4五桂△同桂▲4六歩△3七歩▲1八飛△1四銀で、やや無理筋とされる。あとの指し方は▲3六銀△3四桂▲1五角△同銀▲同香△同香▲同飛△1四歩▲同飛△1三香とされる。この順は六社戦決勝の▲米長邦雄対△山田道美戦が有名であるが、▲5五歩の他には▲4五歩△同歩▲同桂△同桂▲4六歩と、加藤一二三が対中原誠との棋王戦で指している。以下△2六桂なら▲3九飛△1八桂成▲4五歩△1七成桂▲3五歩と続く。△4四歩でも▲4五歩△同歩▲3五歩△同歩▲同角と進められる。ただし△5一角型では▲3八飛でなく▲4五歩もあり、以下△同歩▲同桂△4四歩▲4六銀△4五歩▲同銀△4四歩▲同銀△同金▲4八飛（▲5九角から▲1五歩もある）△6二角▲4六角△5五歩とした実戦例がある。以下▲6三銀△5三角▲4五歩でいい勝負である。
1980年代からは矢倉3七銀もしくは森下システムによって▲4六銀-3七桂型にして▲3八飛と寄って攻撃体制を築く指し方が主流となりはじめる。
その後、森下システムが雀刺しに 苦しめられていくと、郷田真隆が玉を囲うより先に▲5八金のままで玉の移動を保留し▲3八飛と寄る指し方を連採。高い勝率を挙げたことから、郷田流3八飛戦法と呼ばれた。後手が△6四角と牽制してきた場合は▲3七桂と受けて、森下システム対6四角型の変化に合流する。
（対振り飛車）
過去より角道を開けない、ノーマル振り飛車と呼称される振り飛車に対して、多く指されている。ノーマル振り飛車は角を ▲7七（△3三）に上げて飛車先をケアすることで角の頭が弱点になるので、飛車一間寄りで弱点を狙う戦法が多く開発された。
代表的な戦法に、対振り飛車用の棒銀や対石田流三間飛車用の棒金、ツノ銀中飛車に対する3八飛（菱囲いと浮き飛車にする加藤流袖飛車と山田流二枚銀型とある）、△3二銀型四間飛車に対する居飛車舟囲い急戦菱囲い（先手なら▲5七銀型）で飛車を寄る4六銀右戦法や▲5七銀左型で飛車を寄る鷺宮定跡がある。

| 9  | 8  | 7  | 6  | 5  | 4  | 3  | 2  | 1  |    |
| 香 | 桂 |    |    |    | 金 |    | 桂 | 香 | 一 |
|    |    | 飛 | 銀 | 金 |    | 王 | 角 |    | 二 |
| 歩 |    |    | 歩 | 銀 | 歩 |    | 歩 |    | 三 |
|    |    |    |    | 歩 |    | 歩 |    | 歩 | 四 |
|    | 歩 |    |    |    |    |    |    |    | 五 |
|    |    |    | 歩 | 歩 | 歩 |    |    | 歩 | 六 |
| 歩 | 歩 | 角 | 銀 |    |    | 歩 | 歩 |    | 七 |
|    |    | 飛 |    | 金 |    | 銀 | 玉 |    | 八 |
| 香 | 桂 |    |    |    | 金 |    | 桂 | 香 | 九 |

対四間飛車では他に△4三銀（▲6七銀）型に対して4六銀左戦法で▲3四歩△同銀▲3八飛という手段を応用して、先手三間飛車 ▲4二銀型に対し、居飛車後手番で指す三間飛車破りのうち、図のように△7五歩早仕掛け（△7五歩▲6七銀△7六歩▲同銀△7二飛）で飛車寄りする指し方がある。
三間飛車側は図のように△7二飛には▲6七銀とする。▲8八角であると後手は△8二飛など、千日手の手段が生じる可能性がある。▲7五歩は△6四銀▲6五歩△7七角成▲同飛△5三銀、▲6五歩は四間飛車と違って歩が銀に当たらないので、△7五歩で押さえ込む。図以下は△7三銀から7四銀を狙う。△7三銀の時に▲9五角と出て、△6四歩に▲7三角成△同飛▲同飛成△同桂▲7四歩に△7九飛▲7三歩成△同飛成もあるが、通常は▲7五飛として8五飛を狙う。以下△9四歩には▲7三角成△同飛▲7四歩△8三飛▲7二銀がある。このため後手は図以下は△6四歩から6三銀として7四銀を狙う形がよく指されている。△6三銀ならば今度は▲9五角から7五飛は効かない。ただし居飛車側は6三銀型になると陣形右側からの飛車打ちがされやすくなるので、先手振り飛車は△6三銀に▲6五歩として、角交換から▲6六角～7五飛と飛車交換に持ち込むのを念頭にしている。